# Kerrighed
Kerrighed is een single system image besturingssysteem voor clusters. Kerrighed maakt gebruik van SMP (Symmetrische Multi Processing). Het is open source.
Het doel van Kerrighed is het leveren van een hoge prestatie en beschikbaarheid voor programma's. Kerrighed is een combinatie van een aantal Linux modules en een kleine kernel patch.
Processen en threads worden automatisch verdeeld over de cluster nodes om zo de processor in balans te houden. Threads en systeem geheugen kunnen door het hele cluster opereren.
Verder is het mogelijk om een groep threads of één thread te verplaatsen, en biedt Kerrighed ondersteuning voor gedeeld geheugen tussen threads die op andere nodes draaien. Ook het verplaatsen van processen met die gebruikmaken van open bestanden of socket verbindingen of gedeeld geheugen kan met Kerrighed.